# Сарма Мелнгайліс
Сарма Мелнгайліс (нар. 10 вересня 1972) — американська шеф-кухарка, авторка кулінарних книг і підприємиця. Колишня власниця та співзасновниця веганських сироїдних ресторанів Pure Food and Wine та One Lucky Duck у Нью-Йорку. Обидва заклади закрилися у 2016 році після того, як персонал пішов через невиплату зарплати. Мелнгайліс заарештували за шахрайство у 2016 році та засудили у 2017.

## Ранні роки й освіта
Сарма Мелнгайліс народилася 10 вересня 1972 року США, виросла в Ньютоні, штат Массачусетс. Її батько, Джон Мелнгайліс народився в Ризі, Латвія, і працював фізиком у Массачусетському технологічному інституті. Її ранній інтерес до їжі виник завдяки її матері, професійній шеф-кухарці, яка пізніше співзаснувала Alyson's Orchard, яблуневий сад площею 450 акрів. Батьки розлучилися, коли їй було дев'ять.
Вона навчалася в Ньютон-Нортській школі. Вищу освіту здобула в Пенсільванському університеті, який закінчила зі ступенем бакалавра у 1994 році, та здобула ступінь бакалавра з економіки в Вортонській школі бізнесу.
Мелнгайліс переїхала у Нью-Йорк, працювала в інвестиційній фірмі Bear Stearns до 1996 року, потім у Bain Capital у Бостоні, займаючись прямими інвестиціями. Вона повернулася до Нью-Йорка у 1998 році та приєдналася до високоприбуткового інвестиційного фонду CIBC, але незабаром залишила його, вирішивши вступити до Французького кулінарного інституту Нью-Йорка, який закінчила в 1999 році.

## Кар'єра

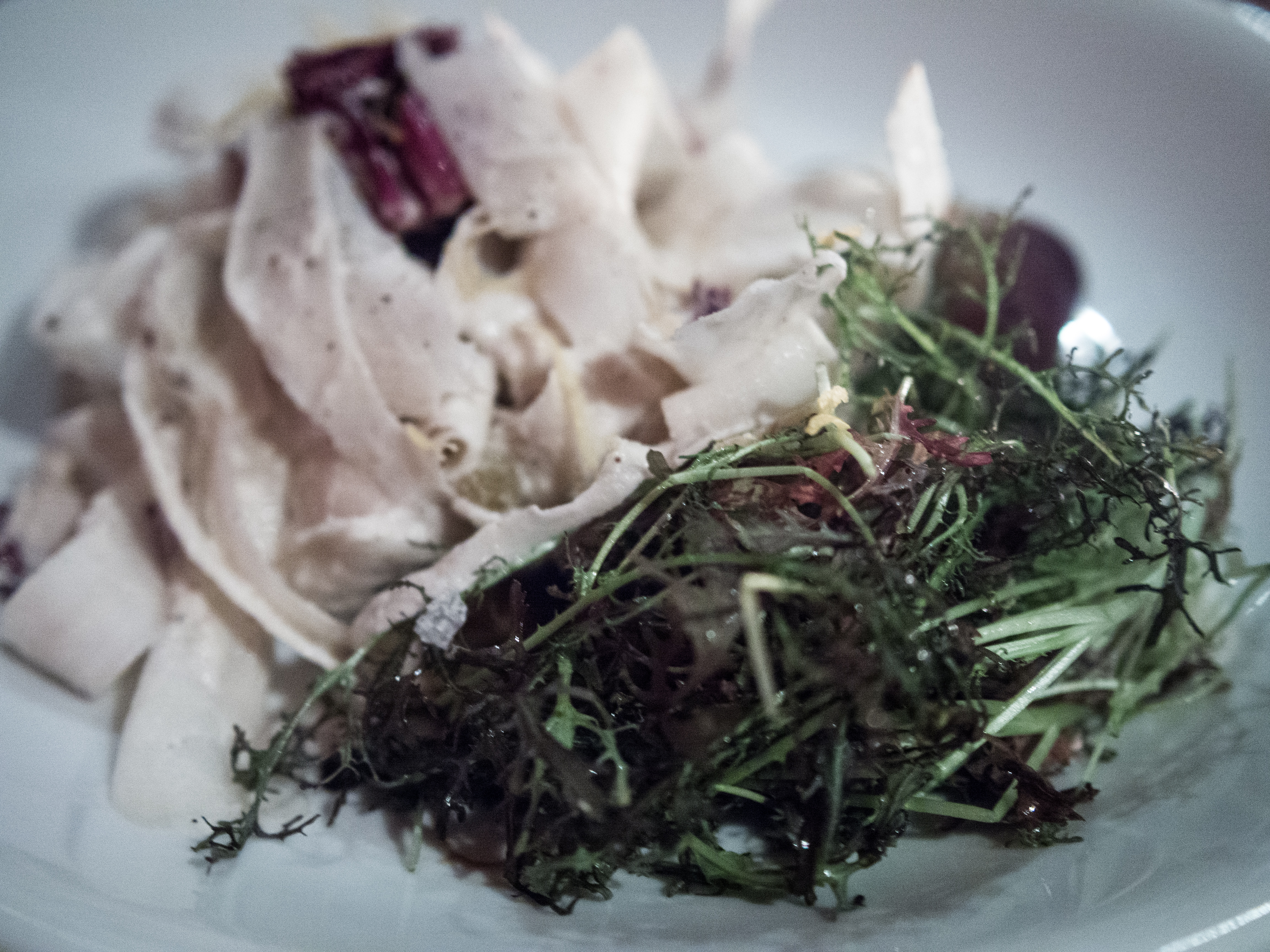
Страва від Pure Food & Wine у 2013 році

Разом з тодішнім бойфрендом, шеф-кухарем, автором і доповідачем Метью Кенні, Мелнгайліс у 2001 році відкрила Commissary, але його закрили у березні 2003, після чого вона консультувала керівництво China Grill Джеффрі Чодорова.
У червні 2004 року Мелнгайліс, Чодоров і Кенні разом відкрили перший у Нью-Йорку елітний сироїдний ресторан Pure Food and Wine. Розташований у районі Грамерсі-Парк на Мангеттені, ресторан двічі входив до списку «Нью-Йорк мегезін» «100 найкращих ресторанів» та «The Platt 101» та п'ять років поспіль потрапляв у список журналу Forbes «Закусочні Нью-Йорка всіх зірок». У 2009 році Мелнгайліс визнала, що Кенні приділяв недостатню увагу фінансовій стороні діяльності Pure Food and Wine; Чодоров, захоплений силою її бізнес-школи та фінансовим становищем, виключив Кенні з бізнесу та позичив Мелнгайліс 2,1 мільйона долара США, щоб повністю купити бізнес. Ресторан Pure Food and Wine закрився навесні 2016 року.
У 2007 році тріо відкрило One Lucky Duck Juice and Takeaway, роздрібний магазин товарів на винос як частину Pure Food and Wine. Вебсайт OneLuckyDuck.com, запущений у 2005 році, — онлайн-магазин з продажу закусок, приготованих і упакованих в Pure Food and Wine, а також інгредієнтів, засобів для догляду за шкірою, харчових добавок, книг, одягу та товарів для дому, пов'язаних із сироїдним й органічним способом життя. Друга локація One Lucky Duck працювала на ринку Челсі в Нью-Йорку з грудня 2009 року до січня 2015 року.
З 2014 до липня 2016 року One Lucky Duck Juice and Takeaway працював в Сан-Антоніо, Техас, перший заклад за межами Нью-Йорка.

### Конфлікт та арешт
У січні 2015 року персонал Pure Food and Wine і One Lucky Duck масово пішов через невиплату заборгованої зарплату за місяць. Це був другий випадок за рік, коли затримали місячну зарплату, вперше це сталося у липні 2014.
Мелнгайліс розповіла про відхід і подальше закриття обох ресторанів у дописі у блозі у лютому 2015 року. Вона перепросила за інцидент, але пізніше видалила допис. В інтерв'ю Well+Good Мелнгайліс заявила, що затримка зарплати спричинена низьким прибутком через борги та витрати на дорогі інгредієнти, вона також раніше пропустила платежі за оренду. Водночас Мелнгайліс у спілкуванні з персоналом звинувачувала у ситуації зміну банку.
У квітні 2015 року знову відкрилися Pure Food and Wine, One Lucky Duck і OneLuckyDuck.com. Більшість персоналу не повернулася до ресторану після його відновлення. У липні того ж року персонал обох ресторанів пішов через невиплату зарплати. Обидва заклади закрились назавжди.
12 травня 2016 року повідомлялося, що Мелнгайліс і її тодішнього чоловіка Ентоні Стренгіса заарештували у Сев'єрвіллі, штат Теннессі, після того, як він замовив піцу в Domino's Pizza. Подружжя проживало в окремих номерах готелю.
Повідомлялося, що «на додаток до ордерів на втікача від правосуддя, Стренгіса розшукували за крадіжку в особливо великих розмірах, шахрайство та порушення трудового законодавства. Мелнгайліс перебувала у розшуку за крадіжку в особливо великих розмірах, злочинне податкове шахрайство, шахрайскі схеми та порушення трудового законодавства».
19 грудня 2016 року прокуратура запропонувала Мелнгайліс укласти угоду про визнання провини, згідно з якою вона погодилася на строк від 1 до 3 років позбавлення волі. Адвокати Мелнгайліс повідомляли «Веніті феа», що вони планували захист «примусового контролю».
У травні 2017 року Мелнгайліс визнала себе винною у крадіжці понад 2 000 000 доларів США в інвесторів і плануванні шахрайства, кримінальному шахрайстві з податками. Вона отримала майже чотири місяці ув'язнення. У травні 2018 року вона подала на розлучення зі Стренгісом.
Документальний серіал Netflix 2022 року «Поганий веган: Слава. Обман. Втеча» детально описує скандали Мелнгайліс, зокрема її стосунки зі Стренгісом та її фінансові злочини. Мелнгайліс заперечує правдивість серіалу та його висновків, посилаючись на численні спотворення історії в спробі посилити драматизм, особливо в останні хвилини шоу.

## Ресторани
- Commissary, New York City (2001–2003),
- Pure Food and Wine, New York City (2004–2016),
- One Lucky Duck Juice and Takeaway, New York City (2007–2015),
- One Lucky Duck, Chelsea Market, New York City (2009–2015),
- One Lucky Duck Juice and Takeaway, San Antonio, Texas (2014–2016)